# Exelastis atomosa
Exelastis atomosa là một loài bướm đêm thuộc họ Pterophoridae. Nó được biết đến ở Cabo Verde, Ethiopia, Kenya, Madagascar, Nam Phi, Swaziland, Tanzaniav, Ấn Độ và Nepal.
Con trưởng thành có cánh màu nâu vàng.
Ấu trùng là loài gây hại cho Pigeon pea. Chúng gây hại cho hạt và khiến cho hoa và chồi nụ rụng.